# Micrommation larocai
Micrommation larocai là một loài Hymenoptera trong họ Halictidae. Loài này được Moure mô tả khoa học năm 1969.